# Madi (Chitwan)
Madi (Nepali माडी) ist eine Stadt im mittleren Terai Nepals im Distrikt Chitwan. 
Die Stadt entstand Ende 2014 durch Zusammenlegung der Village Development Committees (VDCs) Ayodhyapuri, Bagauda, Gardi und Madi Kalyanpur.
Sie liegt an der indischen Grenze. Madi ist einer der Zugangspunkte des nördlich gelegenen Chitwan-Nationalparks. 

## Einwohner
Bei der Volkszählung 2011 hatten die VDCs, aus welchen die Stadt Madi entstand, 37.683 Einwohner (davon 16.876 männlich) in 8960 Haushalten.